# アンリ・リトルフ
アンリ・シャルル・リトルフ（Henry Charles Litolff, 1818年8月7日 - 1891年8月5日）は、イギリスロンドン出身でフランスで活躍したピアニスト兼作曲家。

## 生涯
父はアルザス出身だが、フランス軍の一員として半島戦争に従軍してスペインでイギリスの捕虜となり、解放後に舞踏音楽のヴァイオリニストの職を得て定住した。リトルフは父から音楽を教わったのち、14歳でコヴェント・ガーデンでデビューを飾る。その後パリに移り、イグナツ・モシェレスらに学ぶ。イギリス女性と駆け落ちしてフランスに住んだのち、ピアニスト、指揮、出版業などでヨーロッパ各地で活躍し、パリ近郊のボワ＝コロンブで没し、同地に埋葬された。生涯に4度結婚している。

## 作風
彼の最も有名な作曲は、5つの『交響的協奏曲』というピアノ協奏曲であるが、そのうちの第1番は紛失した。それらの作品の中でしばしば演奏されるものは第4番の第2楽章スケルツォである。ほかに演奏される作品は、強いていうならば第3番であろう。これらの曲は全て4楽章からなり、スケルツォが入っている。フランツ・リストは同様にスケルツォ入りの4楽章からなるピアノ協奏曲第1番をリトルフに献呈しており、どちらが影響を与えたのかは意見が分かれる。
それ以外の作品はほとんど知られていないが、オペラや室内楽曲、ピアノ曲なども作曲した。

## 作品一覧
詳細はw:List of compositions by Henry Charles Litolffを参照。
- 交響的協奏曲 - 第1番ニ短調は未出版、現存せず。現存する4曲はピーター・ドノホー独奏、アンドルー・リットン指揮のBBCスコティッシュ交響楽団の演奏による全集がハイペリオン・レコードからリリースされている。
  - 第2番ロ短調Op.22
  - 第3番変ホ長調Op.45「オランダ民謡」
  - 第4番ニ短調Op.102
  - 第5番ハ短調Op.123